# 普吕德豪森
普吕德豪森是德国巴登-符腾堡州的一个市镇。总面积26.13平方公里，总人口9294人，其中男性4568人，女性4726人（2011年12月31日），人口密度356人/平方公里。